# 约旦皇家空军

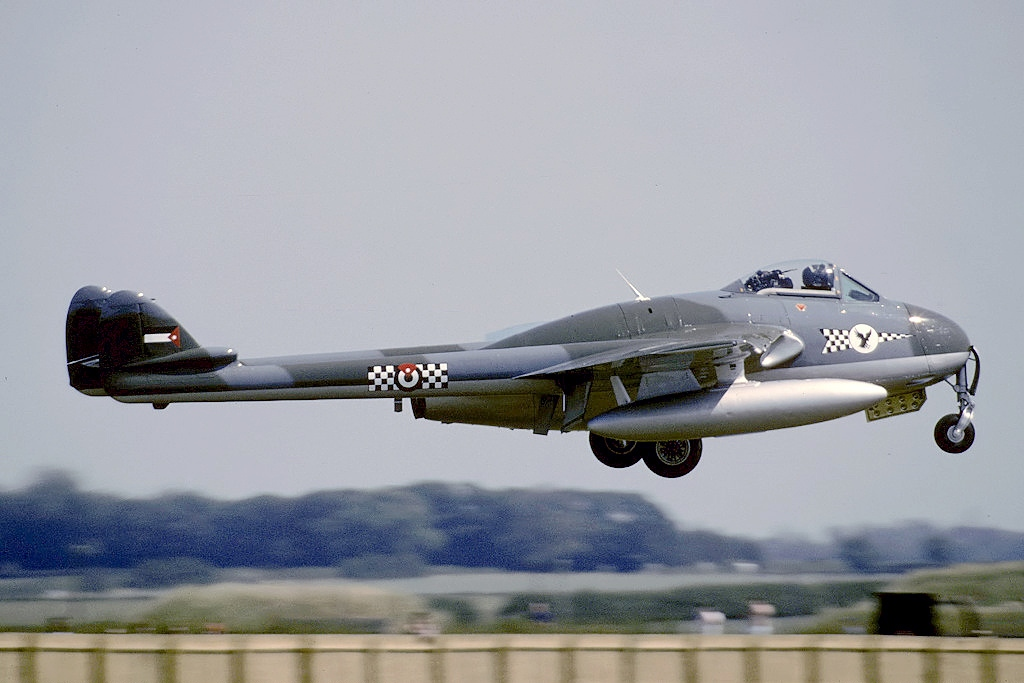
約旦皇家空軍的吸血鬼戰鬥機

约旦皇家空军（羅馬化：Silāḥ ul-Jawu al-Malakī 'al-Urdunī）簡稱約旦空軍，是约旦武装部队的一支空战部队。

## 歷史
约旦皇家空军成立於1955年9月25日。在此之前約旦境內只有英國皇家空軍。1958年，英國皇家空軍撤离约旦。 
1964年，約旦皇家空军购买了霍克獵手戰鬥機。  1964年12月，以色列空军的四架幻影战斗机和約旦皇家空军四架霍克獵手戰鬥機在约旦河西岸上空发生空戰。两架幻影战斗机被击落，另一架受损，但霍克獵手戰鬥機没有受損。  1967年第三次中东战争期間，以色列空军袭击约旦空军基地。 約旦皇家空军全部28架霍克獵手戰鬥機均被以色列擊毀。 
2014年4月16日上午，约旦空军的战斗机在敘利亞摧毁了试图从叙利亚进入约旦的车辆。 
2014年9月23日，约旦空军加入了由美国领导的堅定決心行動 。
2014年12月24日，一架约旦空军的F-16戰鬥機在叙利亚拉卡附近坠毁，飞行员米那·薩菲·優素福·卡薩斯貝被伊斯蘭國武装分子俘虏。 